# Иглесиас, Мигель
Мигель Иглесиас Пино (исп. Miguel Iglesias Pino de Arce; 11 июня 1830 — 7 ноября 1909, Лима) — перуанский военный и политический деятель. Занимал пост президента Перу с 1883 по 1885 год.
С юных лет работал в администрации города Кахамарка, в 1865 году он был назначен префектом этого города. После начала конфликта с Испанией организовал и возглавил батальон, который направился для защиты Лимы, за что получил звание полковника. С 1872 года он снова стал префектом Кахамарки.
После начала войны с Чили собрал и возглавил батальон из 3000 солдат и направился вместе с ним на защиту Лимы. На рассвете 22 декабря 1879 года он объединился с войсками, которые находились на стороне Николаса де Пьеролы, совместно они совершили государственный переворот, сместили со своего поста Луиса Ла Пуэрту и заняли город Кальяо. После переворота Мигель Иглесиас сразу же был назначен министром обороны при правительстве Пьеролы.
Во время сражения при Сан-Хуане и Чоррильосе возле Лимы его корпус потерпел поражение и он попал в плен. В этом сражении погиб его сын. Был отпущен чилийскими оккупационными войсками при условии, что он сообщит перуанским властям об условиях содержания оккупационных войск. Как только его миссия была выполнена, он уехал в своё имение в Кахамарку в обмен на обещание удалиться от политической жизни страны, что он и делал в течение 1881 года.
В феврале 1882 года президент Монтеро назначил его Главнокомандующим вооружённых сил севера страны. В 1882 году он сражался с чилийскими войсками в окрестностях своего имения, впоследствии сражение получило название битва при Сан-Пабло.
В 1882 году провозгласил себя президентом северного Перу с правительством в Трухильо и начал переговоры о заключении мира, готовый на территориальные уступки. Созвал законодательное собрание для своей поддержки, которое ему впоследствии полностью передало власть в стране.
9 февраля 1883 года Главнокомандующий чилийскими оккупационными войсками Патрисио Линч получил от президента Чили приказ, чтобы тот оказал поддержку Мигелю Иглесиасу, поскольку тот готов был идти на территориальные уступки, в отличие от Лисардо Монтеро Флореса и Франсиско Гарсия Кальдерона, которые отстаивали территориальную целостность Перу. В результате чилийскими войсками и Иглесиасом был подписан мирный договор известный как Договор Асьон.
Многие политики и военные того времени были недовольны действиями Иглесиаса и условиями мирного договора. В Перу началась гражданская война. Основным противником Иглесиаса стал Андрес Авелино Касерес, которого поддерживала перуанская элита юга стрны. В результате гражданской войны, после ряда понесённых поражений и потери столицы, Иглесиас 3 декабря 1885 года передал власть Правительственному совету во главе с Антонио Аренасом, а сам эмигрировал в Испанию. Иглесиас возвратился на родину только в 1909 году, будучи выбранным в парламент от родного города Кахамарки, но умер и не успел принять участия в заседаниях.